# Fastighetsskatt i Sverige
I Sverige finns en statlig fastighetsskatt och en kommunal fastighetsskatt som kallas fastighetsavgift. Den kommunala fastighetsavgiften för småhus är 0,75 % av taxeringsvärdet med ett indexbundet maxbelopp som inkomståret 2024 var 9 525 SEK. Den statliga fastighetsskatten gäller för fastigheter så som lantbruksfastigheter, småhusenheter under uppförande med tillhörande tomtmark eller tomtmark till småhus där det inte finns en uppförd bostadsbyggnad.

## Historia

### 1978 års reform
Fastighetsskatt var i Sverige fram till 1978 en kommunal angelägenhet, då skatten togs upp av kommunen vilken även bestämde skattesatsen.[källa behövs]

### 1991 års skattereform
Fastighetsskatten fick starkt ökad betydelse i och med 1991 års skattereform.[källa behövs]
I Sverige motsvarade fastighetsskatten 1,6 procent av BNP, medan medelvärdet av fastighetsskatt i de 15 gamla EU-länderna motsvarade 2,1 procent av BNP.[källa behövs]
Skattepliktiga fastigheter är sådana som vid fastighetstaxeringen betecknats som småhusenhet, hyreshusenhet, industrienhet eller lantbruksenhet. Även en privatbostad i utlandet, ägd av en i Sverige bosatt skattskyldig, är skattepliktig. Skattskyldig är den registrerade ägaren till fastigheten. Fastighetsskatten regleras i lagen (1984:1052) om statlig fastighetsskatt och beräknas efter en av fastighetsägaren upprättad fastighetsdeklaration.
För ett småhus var (2006) fastighetsskatten 1 % av taxeringsvärdet, som skall motsvara 75 % av enhetens marknadsvärde. Det fanns dock även en begränsningsregel, enligt vilken fastighetsskatten kunde utgöra maximalt 4 % av hushållsinkomsten (definierad som summan av hushållets förvärvsinkomst, kapitalinkomst och 15 % av förmögenheten minskad med den del av taxeringsvärdet som understiger 3 miljoner kronor) om den beskattningsbara fastigheten samt individen eller hushållet uppfyllde vissa krav. Denna begränsningsregel infördes 2001 och gällde dock endast för hushåll med en total inkomst under 600 000 kr per beskattningsår samt medgav ett maximalt avdrag om  27 200 kr per beskattningsår och hushåll. För en villa med taxeringsvärdet 3 miljoner kronor blev fastighetsskatten därmed 2500 kr per månad. Begränsningsregeln sänker detta till 286 kr per månad för en ensamstående pensionär som saknar kapitalinkomst eller förmögenhet och har den lägsta pensionen, det vill säga 7162 kr per månad. För en villa med taxeringsvärdet 6 miljoner kronor betalar dock samma pensionär 2786 kr per månad, det vill säga 39 % av den disponibla inkomsten då det maximala avdraget endast ger rätt till avdrag upp till ett taxeringsvärde av 3 miljoner kronor.  Ett krav för avdraget var även att bostaden var permanent, det vill säga fritidshus var undantagna från detta tak och beskattades fullt ut. Statens inkomster från fastighetsskatten uppgår till omkring 30 miljarder kronor per år.
För ett flerbostadshus är fastighetsskatten 0,5 % av taxeringsvärdet, alltså lägre än privata småhus. Detta läggs på hyran men syns inte direkt för hyresgästerna eftersom hyran inte automatiskt specificeras. Fastighetsskatten för flerbostadshus har däremot ingen begränsningsregel.
Motståndet mot fastighetsskatten bland Sveriges husägare har kanaliserats bland annat genom kampanjen 22 augusti-rörelsen som finansieras av Villaägarnas Riksförbund och Skattebetalarnas förening. De vill att fastighetsskatten avskaffas och detta har bidragit till att göra skatten politiskt omdebatterad. Inför riksdagsvalet 2006 föreslog Borgerliga alliansen att avskaffa fastighetsskatten; finansieringen av denna åtgärd har gett upphov till en intern debatt inom alliansen. Det har tidigare hävdats att fastighetsskatten riskerar att tvinga husägare att flytta, men efter införandet av begränsningsregeln hörs det argumentet sällan och inga exempel på att någon tvingats flytta har någonsin getts.
Kulturgeografen Bo Malmberg menar i Aftonbladet att ett avskaffande av fastighetsskatten skulle leda till sämre förhållanden för barnfamiljer och färre barn, eftersom fastighetspriserna skulle stiga. Malmberg kritiserades av flera borgerliga ledarsidor för att koppla ihop tillgången på boende med individers val att skaffa barn. Att kostnaderna för att köpa en fastighet skulle stiga om man sänkte den relativa skatten på avkastning av fastighetskapital jämfört med finansiellt kapital är dock väldigt okontroverisellt enligt normal marknadsekonomisk teori.

### Fastighetsavgift från 2008
För fastigheter och småhusenheter ersattes fastighetsskatten år 2008 med en kommunal fastighetsavgift. Statens minskade intäkter kompenserades genom att kapitalvinstskatten för privatbostäder höjdes från 20 till 22 procent av vinsten.